# Вдовиченко Володимир Іванович
Володи́мир Іва́нович Вдовиче́нко  — (22 серпня 1921, Яроповичі Андрушівського району Житомирської області — ;5 грудня 2002, Київ) — фаготист, педагог Київської національної музичної академії, соліст симфонічного оркестру Національного театру опери і балету України ім. Т. Г. Шевченка.

## Життєвий шлях
Так склалася доля Володимира Вдовиченка, що найкращі молоді роки довелося провести в окопах другої світової війни. Спочатку то була передова з бойовими діями, пораненнями, а потім військовий фронтовий духовий оркестр. Лише в 1951 році В. І. Вдовиченко закінчує Київську державну консерваторію ім. П. І. Чайковського за класом фагота (кл. Олександра Литвинова).

## Творча праця
В 1949-52 працює солістом симфонічного оркестру радіо України, 1952—1956 соліст симфонічного державного оркестру України. З 1956 соліст симфонічного оркестру Державного Театру опери і балету України ім. Т. Г. Шевченко. З середини 70 років працює педагогом Київської консерваторії ім. П. І. Чайковського. За багаторічну працю в симфонічному оркестрі театру В. І. Вдовиченко набув величезної оркестрової практики досягнувши вершин виконавської майстерності. В його репертуарі були сотні музичних творів які він з блискучою майстерністю доносив в своїх солових партіях до слухача. Характеризуючи його виконавську майстерність особливо хотілося б відзначити його яскравий, виразний і разом з тим досить м'який звук.
На думку колег[яких?] по оркестру, для нього не існувало технічних бар'єрів. Він володів блискучою і досить легкою технікою. Відчував завжди музичну палітру оркестру, його сола завжди мали конкретну логічну докінчену фразу з досить виразною динамікою. В оркестрі то був неперевершений виконавець.

## Педагогічна праця
Педагог був досить відповідальний, з студентами мав добрі стосунки. В побуті був доброзичливою людиною. Працюючи над творами в класі камерного ансамблю він завжди спрямовував студентів грати м'яко і легко. Вміло допомагав виконавцям віднайти звук та штрихи до конкретного музичного твору.
Особливо майстерним солістом був у операх В. А. Моцарта, Б.Сметани, Д.Россіні, Д. Д. Шостаковича, П. І. Чайковського. Протягом всієї оркестрової праці грав у різноманітних камерних оркестрах та ансамблях. Співпрацював з музичними колективами, що брали участь при записі музики на Українському радіо та на Київській кіностудії ім. Олександра Довженка. Разом з професорсько-педагогічним колективом кафедри брав активну участь у створенні Державного духового оркестру України, брав участь у методичних фахових розробках з теорії навчання та виконавства гри на фаготі, камерних ансамблів. Активно допомагав у підготовці та проведенні Українських республіканських конкурсів виконавців гри на духових та ударних інструментах.
Протягом багаторічної творчої праці працював з видатними музикантами та диригентами другої половини XX століття, такими як: Канарштейн М. М., Колеса М. Ф., Тольба В. С., Рахлін Н. Г., Симеонов К. А., Турчак С. В., Гнєдаш В. Б., Блажков І. І., Кожухар В.М, Рождєственський Г., Глущенко Ф. І., Гамкало І., А.Власенко, Рябов та інші.